# Camilla Luddingtonová
Camilla Luddingtonová, celým jménem Camilla Anne Luddington (* 15. prosince 1983, Ascot, Berkshire), je britská herečka, známá zejména jako představitelka Kate Middleton ve filmu William a Kate nebo také z role Jo Wilson v televizním seriálu Chirurgové.
V roce 2013 poskytla svůj hlas a model postavy známé počítačové postavě Laře Croft ve hře Tomb Raider.

## Životopis
Pochází z Berkshire, kde vystudovala dívčí školu. Později nastoupila do Americké školy v Thorpe. Jako dítě žila rok v Texasu, kde se naučila mluvit americkým akcentem. Má dva bratry, Daniela a Joeyho, a mladší sestru, Amy. Jako dítě milovala The Ricki Lake Show. Její matka zemřela a její otec se jmenuje Martin.
V 19 letech nastoupila na univerzitu v Pensylvánii. Přestěhovala se do New Yorku a následně do Los Angeles.

## Osobní život
Většinu dospělého života strávila ve Spojených státech, kde získala středoatlantický, hybridní akcent. Je tetou, její bratr Daniel má dceru jménem Daisy a její sestra Amy má syna. V říjnu 2016 oznámila, že čeká holčičku s hercem Matthewem Alanem. Dcera Hayden Alan se narodila dne 11. dubna 2017. Dne 31. prosince 2017 se zasnoubila a 17. srpna 2019 se vzali. Dne 9. března 2020 oznámila, že s Alanem čeká další dítě.

## Kariéra

### Televize
Převážně pracovala v Spojených státech.
V březnu 2011 získala roli Kate Middleton v chystaném filmu William a Kate, který pojednává o seznámení prince Williama a Kate Middleton. Později získala roli v 5. sérii televizního seriálu Californication, kde si zahrála roli chůvy. Následně získala roli v 5. řadě upířího dramatu True Blood: Pravá krev, kde si zahrála roli Claudette. V červenci 2012, získala roli v televizním seriálu Chirurgové, kde ztvárnila roli začínající doktorky Jo Wilson.

### Tomb Raider
26. června 2012 byla společností Crystal Dynamics potvrzena jako nová představitelka Lary Croft, které propůjčila svůj hlas a postavu. Když šla na konkurz, netušila, že jde o roli Lary Croft, konkurz se vztahoval k projektu s názvem „Krypted“, ve kterém se postava jmenovala Sara. Při první zkoušce, kdy měla na sobe šortky a boty, jí toto oblečení připomnělo Laru Croft. Po získání role, v průběhu 3 let prováděla též (kromě dabingu) snímání pohybu samotné postavy. Například během jednoho dne, kdy se do hry natáčely "smrtící scény", musela předstírat smrt různými způsoby.

## Filmografie

### Film
| Rok  | Název                                                  | Role           | Poznámka            |
| ---- | ------------------------------------------------------ | -------------- | ------------------- |
| 2007 | A Couple of White Chicks at the Hairdresser            | Recepční       |                     |
| 2009 | Behaving Badly                                         | Letuška        |                     |
| 2010 | Pride and Prejudice and Zombies: Dawn of the Dreadfuls | Jane Bennet    | krátkometrážní film |
| 2010 | The Filming of Shakey Willis                           | Brooke         | krátkometrážní film |
| 2014 | The Pact 2                                             | June Abbott    |                     |
| 2016 | The Healer                                             | Cecilia        |                     |
| 2007 | Liga spravedlivých: Temno                              | Zatanna (hlas) |                     |
| 2020 | Justice League Dark: Apokolips War                     | Zatanna (hlas) |                     |

### Televize
| Rok        | Název                                              | Role                   | Poznámka                                              |
| ---------- | -------------------------------------------------- | ---------------------- | ----------------------------------------------------- |
| 2010       | Zapomenutí                                         | Jane Doe / Emma Clark  | díl: „Train Jane“                                     |
| 2010       | Kriminálka Las Vegas                               | Claire                 | díl: „Lost & Found“                                   |
| 2010       | Tak jde čas                                        | Tiffany                | díl: „1.11379“                                        |
| 2010       | Big Time Rush                                      | Rebecca                | díl: „Big Time Concert“                               |
| 2010       | Friends with Benefits                              | Woman                  | díl: „The Benefit of Friends“                         |
| 2011       | Obhájci                                            | Talia                  | díl: „Nevada v. Wayne“                                |
| 2011       | Accidentally in Love                               | Sandra                 | TV film                                               |
| 2011       | William a Kate                                     | Kate Middleton         | TV film                                               |
| 2012       | Californication                                    | Lizzie                 | 10 dílů                                               |
| 2012       | True Blood: Pravá krev                             | Claudette Crane        | 6 dílů                                                |
| 2012–dosud | Chirurgové                                         | Dr. Josephine Wilson   | vedlejší role (9. řada), hlavní role (10. řada–dosud) |
| 2013       | Tomb Raider: The Final Hours – A Story of Survival | Samu sebe / Lara Croft | TV film                                               |
| 2019       | Robot Chicken                                      | Nadia (hlas)           | díl: „Garfield Stockman in: A Voice Like Wet Ham“     |

### Videohry
| Rok  | Název                     | Hlas                      | Poznámka                                          |
| ---- | ------------------------- | ------------------------- | ------------------------------------------------- |
| 2013 | Tomb Raider               | Lara Croft                | Pro tu samou postavu prováděla Motion capture.    |
| 2014 | Infinite Crisis           | Supergirl / oznamovatelka | Propůjčila hlas postavě Supergirl a hlasu v menu. |
| 2015 | Rise of the Tomb Raider   | Lara Croft                | Pro tu samou postavu prováděla Motion capture.    |
| 2018 | Shadow of the Tomb Raider | Lara Croft                | Pro tu samou postavu prováděla Motion capture.    |